# Tende (Alpes Marítimos)
Tende (em italiano:  Tenda) é uma comuna francesa na região administrativa da Provença-Alpes-Costa Azul, no departamento Alpes Marítimos. Estende-se por uma área de 177,47 km², com 2 025 habitantes, segundo os censos de 2006, com uma densidade de 11 hab/km².